# Lockheed L–188 Electra
A Lockheed L–188 Electra a Lockheed Corporation által kifejlesztett, négy légcsavaros gázturbinával felszerelt, kis- és közepes hatótávolságú utas- és teherszállító repülőgép. Első repülését 1957. december 6-án hajtotta végre. A típusból összesen 170 darabot gyártottak 1957 és 1961 között. Az Egyesült Államokban ez a gép volt az első forgalomba állított légcsavaros gázturbinás típus.

## Története
A repülőgép kifejlesztése 1954-ben kezdődött, és a Lockheed már 1955-ben megrendelést kapott az American Airlinestól. A prototípus első repülésére 1957. december 6-án került sor. A repülőgépeket 1958-ban állították forgalomba. Első felhasználója az American Airlines, a Braniff Airways, az Eastern Airlines és a KLM volt.
A típusnak az Egyesült Államokban nem akadt versenytársa, mégsem lett sikeres. Ennek elsődleges oka az volt, hogy a keleti blokkal ellentétben Az USA-ban kicsi volt az igény a légcsavaros gázturbinás utasszállító repülőgépekre. A légitársaságok inkább a Boeing és a Douglas legújabb sugárhajtású gépeit választották, mert ezekben látták az igazi haladást. A probléma egyre súlyosabbá vált, amikor kiderült, hogy az Electra komoly tervezési hiányosságokkal küzd. A szárnyak bekötési pontjai nem voltak elég erősek, és emiatt két repülőgép is katasztrófát szenvedett. 1960. március 17-én egy Northwest Electra Chicagóból történő felszállása után erőteljes turbulens légköri viszonyok közé került, a gyenge rögzítés nem bírta a vibrációt, és a túlterheléstől a jobb szárny leszakadt. Két baleset után rájöttek a hiba okára, és kijavították, de a típus hírneve már soha nem állt helyre. A hibák kijavítása után az Electra már viszonylag megbízható repülőgépnek számított, ezt az is bizonyítja, hogy a legyártott 170 darab repülőgépből 2006 augusztusában még 15 állt szolgálatban. A típus alapváltozata az L–188A volt. Később kifejlesztették a nagyobb hatótávolságú L–188C változatot. Ennél a repülőgépnél a felszálló tömeget is jelentősen megnövelték. A típus továbbfejlesztéséből jött létre a P–3 Orion tengerészeti felderítő repülőgép. Ez sokkal sikeresebb volt, mint az Electra, összesen 757 darabot állítottak szolgálatba. Ebből 650 repülőgép a Lockheednél épült, 107 darab pedig a Kawasaki üzemeiben. Az Orion első megrendelője az Egyesült Államok Haditengerészete (US Navy) volt. A hatvanas években gyakori „vendégek” voltak az Electrák Ferihegyen, főként a KLM színeiben voltak láthatók. Az utóbbi egy-két évben már csak az Atlantic Airlines gépei repültek Ferihegyre.

## Üzemeltetői (2006. augusztusi állapot)
- Atlantic Airlines – 10 darab
- Amerer Air – 2 darab
- Trans Service Airlift – 1 darab
- Segers Aviation – 1 darab
- Bigojet – 1 darab

## Műszaki adatok (L–188A)
- Fesztávolság: 30,18 m
- Hossz: 31,81 m
- Magasság: 10 m
- Üres tömeg: 27 895 kg
- Maximális felszálló tömeg: 52 664 kg
- Hajtómű: 4 darab Allison 501–D13 2800 kW (3750 LE) teljesítményű légcsavaros gázturbina
- Személyzet: összesen 6 Hajózók: 3
- Utasférőhely: 67–85 fő
- Utazósebesség: 650 km/h
- Hatótávolság: 4450 km
- Szolgálati csúcsmagasság: 8650 m

## Balesetek
- 1990. március 21., Tegucigalpa teherjárat[1]